# Pop'n music 6
pop'n music 6 (ポップンミュージック 6 Poppun myūjikku 6?) es la sexta entrega de la saga de pop'n music. Fue lanzado en abril del año 2001 para arcade y salió en junio del año 2002 para PlayStation. El videojuego tiene aproximadamente 63 canciones en la versión arcade, mientras que la versión consola tiene unas 104 canciones, la mayoría nuevas, incluyendo varias de sus antecesores. Por primera vez, el videojuego incorpora canciones provenientes de Animes y Programas de Televisión japonesas que se han sido considerados un ícono en Japón y muy conocidos tanto en el mismo país, como al menos alrededor del mundo.
Es la última entrega que sale para PlayStation, que a pesar de que su sucesora, la consola PlayStation 2 ya había salido en el 2000 y aun así sólo seguía saliendo para su antecesora, la empresa Konami anunció a partir de las siguientes entregas serían desarrolladas tanto para arcade como también para PlayStation 2.

## Nuevas características
- Primer videojuego cuya interfaz resulta ser la definitiva, y se mantiene con leves y moderados cambios a lo largo de las demás entregas.
- Primer videojuego de Pop'n Music con Battle mode y Expert Mode.
- Por primera vez, se puede jugar el modo Challenge con 5 botones.
- La opción de velocidad tiene ahora las velocidades x2, x3 y x4.
- Primera entrega en la que incluye por primera vez, canciones y remixes provenientes de animes y programas de televisión con sus respectivas licencias para poder estar en el juego.
- A partir de esta entrega, cada canción nueva ya tiene su propio nivel en modo Hyper, también en las futuras entregas.
- Por primera vez, cada canción tiene su propio Banner, una imagen con título y género de la canción, y también el personaje jugable, cosa moderna que hasta ahora sólo se visualizaba al personaje en ese entonces.
- Último juego en tener un key disc para desbloquear las versiones Append disc de Pop'n Music 3 y Pop'n Music 4.
- Una pequeña barra en la parte inferior derecha que muestra la duración de una canción durante su juego a modo de relleno.

## Modos de juego
- Normal mode: Es el modo normal del juego. Se pueden jugar con 5 o 9 botones. 3 canciones por cada set.[6]
- Expert: Consiste en la selección de courses, sets de cuatro canciones el cual en la parte inferior hay una barra de energía que con cada desacierto la barra disminuye. El objetivo del jugador es evitar a toda costa que la barra se vacíe por completo mientras juega con las canciones. Los Courses ahora tienen los niveles de HYPER y EX.
- Challenge mode: Al igual que su antecesor, se deben escoger Normas u Ojamas el cual el jugador debe superarlos para conseguir puntos Challenge. A partir de esta entrega, se deben escoger dos Normas en lugar de uno.

## Remixes de canciones
| STAR TREK                               | AMERICA          | ♪♪♪♪♪                      | Es el tema de apertura de la serie televisiva estadounidense Star Trek, emitida desde 1966 hasta 1969. |
| 笑点テーマ                              | SHOTEN           | ♪♪♪♪♪                      | Es uno de los temas de apertura principales de la serie japonesa Shouten (笑点), programa televisivo dedicado a la comedia. |
| サザエさん一家                          | SAZAE-SAN        | 千沢祐子                   | Ending de la saga televisiva Sazae-san, anime japonés que fue creado en 1969 y hasta hoy en la actualidad sigue al aire, contando con más de 6950 episodios y todavía más en creación, considerándose el anime con más episodios en la historia de la humanidad. |
| ルパン三世のテーマ'78                   | LUPIN the 3rd    | ♪♪♪♪♪                      | Opening del anime Lupin III, programa de género Seinen creado primeramente el manga en 1967, y las versiones anime a partir de 1971. |
| キャンディ・キャンディ                  | CANDY CANDY      | 中山マミ中                 | Opening de Candy Candy, serie anime adaptada de su versión manga creada en 1975. Dicho anime fue distribuido internacionalmente, volviéndose muy popular en varios países.                                                                                       |
| YATTERMAN                               | ヤッターマンの歌 | 山本正之と森の木児童合唱団 | Primer Opening del anime Yatterman, emitido originalmente en Japón entre 1977 y 1979. |
| 翔べ!ガンダム                           | GUNDAM           | ミッキーマサシ             | Es el opening de Kidou Senshi Gundam, anime del año 1979, también conocido como Mobile Suit Gundam. |
| テレビ映画「吉宗評判記暴れん坊将軍」BGM | ABARENBO SHOGUN  | ♪♪♪♪♪                      | Es un de los openings más populares de la serie televisiva japonesa Abarenbo Shogun. |
| 太陽にほえろのテーマ                    | TAIYOU NI HOERO  | ♪♪♪♪♪                      | Es un tema musical de la serie de acción japonesa Taiyou ni Hoero!, programa de género acción emitida en 1972 hasta 1986. |
| すいみん不足                            | KITERETSU        | パーキッツ                 | Es el primer opening del anime Kiteretsu de género Kodomo emitido en el 1988. Este anime fue creado por Fujiko Fujio, el mismo autor que creó también Doraemon.                                                                                                  |
| 西部警察メインテーマ                    | SEIBU KEISATSU   | ♪♪♪♪♪                      | Opening proveniente del show live-action japonés Seibu Keisatsu, serie policiaca de género acción-drama emitida en 1979. |

## Lista de canciones
La siguiente tabla muestra las canciones jugables en el juego:

### Canciones nuevas
| Nombre                                            | Género           | Artista                            | Personaje        | Disponible en Arcade | Disponible en PlayStation |
| Konami Originals                                  | Konami Originals | Konami Originals                   | Konami Originals | Konami Originals     | Konami Originals          |
| ------------------------------------------------- | ---------------- | ---------------------------------- | ---------------- | -------------------- | ------------------------- |
| Lucifer                                           | JAZZ VOCAL       | Naya~n JR.                         | Green            | Sí                   | Sí                        |
| 2nd ADVENTURE                                     | EVER POP         | Jimmy Weckl                        | Higurashi        | Sí                   | Sí                        |
| I am Rock'n'roll King                             | ROCK'N'ROLL      | Rock'n'roll King                   | PEPPER           | Sí                   | Sí                        |
| Over the Hill                                     | COUNTRY          | 新谷さなえ                         | rolly            | Sí                   | Sí                        |
| ポップン音頭                                      | ONDO             | 高田香里                           | Pop'n All? Stars | Sí                   | Sí                        |
| 작은행복                                          | K-EURO           | KESONG No.1 PROJECT                | YUN              | Sí                   | Sí                        |
| Midnight Yoghurt (女SPY☆お色気ゴーゴー脱出大作戦) | MOODY            | SIMON MAN                          | May              | Sí                   | Sí                        |
| うるとら★ボーイ                                   | TECHNO KAYO      | V.C.O featuring Yuko Asai          | Pino             | Sí                   | Sí                        |
| Sunlight                                          | POP BEATS        | shinpei                            | BOY              | Sí                   | Sí                        |
| Spell on me ~魅惑の呪文~                          | NEW ROMANTIC     | Kiddy & Sunshine Lovers            | W.B.ROSE         | Sí                   | Sí                        |
| マシュマロ・マーチ                                | MARCHING         | まろりんズ                         | DiNO             | Sí                   | Sí                        |
| Bubble Bagpipe Hour                               | SCOTTISH         | Original Cedar Pipe Band           | Yard the 6th     | Sí                   | Sí                        |
| micro dream                                       | LIGHT FUSION     | Mr. T                              | KIKA             | Sí                   | Sí                        |
| 電波の暮らし                                      | MODERNISM        | Q-Mex feat.フレディー波多江        | MEBAE            | Sí                   | Sí                        |
| Ska Ska No.3                                      | SKA              | 亜熱帯マジ-SKA爆弾                 | Hone             | Sí                   | Sí                        |
| 走りぬける君へ、Hurry up!                         | DIGI POP         | Ichiro Yoshida                     | Timer            | Sí                   | Sí                        |
| Foundation of our love                            | TRANCE           | dj TAKA feat. ASAKO                | TRAN             | Sí                   | Sí                        |
| H@ppy Choice                                      | MELO CORE        | good-cool feat. すわひでお         | OTOKO-MAN        | Sí                   | Sí                        |
| Gotta Get My Groove on                            | SOUL             | good-cool feat. Aundréa L Hopkins  | Jessica          | Sí                   | Sí                        |
| 大見解                                            | HIP ROCK         | Des-ROW feat. TSUBOI for ALPHA     | 六               | Sí                   | Sí                        |
| よあけの道                                        | FLANDERS         | 新谷さなえ                         | Nyami            | Sí                   | No                        |
| 悪の野望はブルース                                | BLUES            | ナヤ～ン・ブラザーズ・バンド       | WARUDOC          | Sí                   | Sí                        |
| 西部警察メインテーマ                              | SEIBU KEISATSU   | ♪♪♪♪♪                              | Mimi             | Sí                   | No                        |
| Picnic                                            | GIRLS POP        | three berry icecream               | YURI*CHAN        | Sí                   | Sí                        |
| maritare!                                         | CLASSIC 6        | Waldeus vön Dovjak                 | HAMANOV          | No                   | Sí                        |
| 月にいったミルク                                  | KIDS             | さとむら ひなた                    | Anzu             | No                   | Sí                        |
| Seal                                              | MIND             | NAKATEK                            | BOY              | No                   | Sí                        |
| 悲しいね                                          | OI PUNK          | ブタパンチ                         | uowo             | No                   | Sí                        |
| lasting                                           | SPIRITUAL        | Shaker Boo                         | AGEHA            | No                   | Sí                        |
| 今夜、森をぬけて                                  | SWING            | Sana                               | SANAE-chan       | No                   | Sí                        |
| Canciones provenientes de Pop'n stage             |                  |                                    |                  |                      |                           |
| Girl from the Portrait                            | 80's POP         | 1000 RIVER featuring Masato Ishida | DICK             | No                   | Sí                        |
| White day dream                                   | FOLKY            | 馬場一嘉                           | SHOLLKEE         | No                   | Sí                        |
| Let's go dancing                                  | FUNK             | Benji                              | MILLY            | No                   | Sí                        |
| A LOVE WE NEVER KNEW                              | HOUSE            | JULIANNE&EDISON                    | Mimi             | No                   | Sí                        |
| Let’s me Let’s go                                 | J-DANCE          | Ma-You                             | JUDY             | No                   | Sí                        |
| the Claw & the Dragon                             | KUNG FU          | Re Mongkoh <李 紋洪>               | DRAGON           | No                   | Sí                        |
| BoaBoaLady!                                       | REGGAE           | jam master'73                      | THE♪MOCKEY       | No                   | Sí                        |
| cat's Scat                                        | SCAT             | Q-Mex                              | INUCHIYO         | No                   | Sí                        |
| Go no stopping                                    | SKA CORE         | iCATAPILA                          | FAT BOY          | No                   | Sí                        |
| ¿Qué vas a hacer?                                 | SPANISH          | TRAVIESO                           | ROMA             | No                   | Sí                        |
| beAchest beAch                                    | TROPICAL         | Sana Meets Togo PAPA               | TROPPiE          | No                   | Sí                        |
| Anime&TV                                          |                  |                                    |                  |                      |                           |
| STAR TREK                                         | AMERICA          | ♪♪♪♪♪                              | Mimi             | Sí                   | No                        |
| 笑点テーマ                                        | SHOTEN           | ♪♪♪♪♪                              | Nyami            | Sí                   | No                        |
| サザエさん一家                                    | SAZAE-SAN        | 千沢祐子                           | Nyami            | Sí                   | Sí                        |
| ルパン三世のテーマ'78                             | LUPIN the 3rd    | ♪♪♪♪♪                              | Mimi             | Sí                   | No                        |
| キャンディ・キャンディ                            | CANDY CANDY      | 中山マミ中                         | Mimi             | Sí                   | No                        |
| ヤッターマンの歌                                  | YATTERMAN        | 山本正之と森の木児童合唱団         | Mimi             | Sí                   | No                        |
| 翔べ!ガンダム                                     | GUNDAM           | ミッキーマサシ                     | Nyami            | Sí                   | No                        |
| テレビ映画「吉宗評判記暴れん坊将軍」BGM           | ABARENBO SHOGUN  | ♪♪♪♪♪                              | Nyami            | Sí                   | Sí                        |
| 太陽にほえろのテーマ                              | TAIYOU NI HOERO  | ♪♪♪♪♪                              | Nyami            | Sí                   | No                        |
| すいみん不足                                      | KITERETSU        | パーキッツ                         | Mimi             | Sí                   | No                        |

### Canciones antiguas
| Nombre                                       | Género         | Artista                                  | Personaje      | Disponible en Arcade | Disponible en PlayStation |
| -------------------------------------------- | -------------- | ---------------------------------------- | -------------- | -------------------- | ------------------------- |
| INNOVATION                                   | HEAVY ROCK     | Des-ROW                                  | FAT BOY        | Sí                   | *                         |
| お江戸花吹雪 TEYAN-day MIX                   | ENKA REMIX     | 高田香里 ReMIXed by SEIYA                | MZD            | Sí                   | Sí                        |
| POP-STEP-UP                                  | LESSON         | SOUNDROID                                | Mimi           | Sí                   | Sí                        |
| 魔法の扉 (スペース＠マコのテーマ)            | ANIME HEROINE  | a.s.a                                    | Space Maco     | Sí                   | Sí                        |
| LA LA LA LA YO-DEL                           | JODLER         | DJ Simon                                 | Clara          | Sí                   | Sí                        |
| Fly higher than(the stars) 2 STEP mix        | NEO ACO REMIX  | DJ SIMON                                 | Reo★kun        | Sí                   | Sí                        |
| power plant                                  | J-TEKNO 2      | Youhei                                   | Shollkee       | Sí                   | No                        |
| Love Is Strong To The Sky～V.B.-Remaster     | GIRLY REMIX    | SAORI                                    | MZD            | Sí                   | Sí                        |
| BICYCLE                                      | MONDO POP      | sugi&reo                                 | Sugi☆kun       | Sí                   | *                         |
| どうなっちゃったって                         | HI-TENSION     | チャーミングス                           | Lisa           | Sí                   | *                         |
| ビーマニ戦隊ポップンファイブ                 | SENTAI         | うた:石原慎一 さくし:RYO                 | Akagi Takayuki | Sí                   | *                         |
| Une fille dans la pluie (日本語)             | FRENCH POP J   | 新谷さなえ                               | SANAE-chan     | Sí                   | Sí                        |
| ミュージカル"5丁目物語"よ りオーヴァーチュア | MUSICAL        | ナヤ～ン & his orchestra                 | Hotaru         | Sí                   | Sí                        |
| 君が好きだよ～守って守ってあげるから～       | POWER FOLK 3   | 新堂敦士                                 | Ash            | Sí                   | Sí                        |
| Une fille dans la pluie                      | FRENCH POP     | Fabienne Haber                           | Belle          | Sí                   | *                         |
| Candy Blue～Vocal Best Version               | POSITIVE REMIX | 浅井裕子                                 | MZD            | Sí                   | Sí                        |
| Viva! 2000                                   | SAMBA          | Marilia&Kaorin                           | Nawomi         | Sí                   | Sí                        |
| Shock of Love                                | NEO GS         | Kiddy & Sunshine Lovers                  | Wacky          | Sí                   | No                        |
| Ti voglio bene ancora                        | ROCK OPERA     | Baleni Stella                            | Grappa         | Sí                   | No                        |
| WITHOUT YOU AROUND                           | US-DANCEPOP    | Geila Z.                                 | Judy           | Sí                   | No                        |
| ウルトラハイヒール~I JUST WANNA TELL YOU     | PARAPARA       | dj TAKA feat.ANGEL                       | TAMAKO         | Sí                   | *                         |
| 天麩羅兄弟                                   | COMIC SONG     | TEMPULA-BROS                             | Pierre&Jill    | Sí                   | No                        |
| Homesick Pt.2&3                              | SOFT ROCK      | ORANGENOISE SHORTCUT                     | RIE♥chan       | Sí                   | *                         |
| 昇りつめるの                                 | J-RAP          | Asako                                    | Nyami          | Sí                   | No                        |
| In a Grow                                    | LATIN POP      | Noriko Fukushima                         | Olivia         | Sí                   | No                        |
| 西新宿清掃曲                                 | PERCUSSIVE     | サイモンマン                             | Mr. KK         | Sí                   | *                         |
| 映画「SICILLIANA」のテーマ                   | CINEMA         | Q-Mex                                    | Kevin          | Sí                   | No                        |
| クチビル                                     | ALLEGRIA       | 中山マミ                                 | José           | Sí                   | No                        |
| 君が好きだよ～守って守ってあげるから～       | POWER ACO      | 新堂敦士                                 | Makoto         | Sí                   | *                         |
| 龍舞~DRAGON DANCE                            | NEW AGE        | WORLD SEQUENCE                           | Karen          | Sí                   | No                        |
| サナ・モレッテ・ネ・エンテ                   | CUBAN GROOVE   | Togo Project feat. Sana                  | VANTAIN        | No                   | Sí                        |
| 熟れた花                                     | FUNK ROCK      | ミッキーマサシ                           | SHARK          | No                   | Sí                        |
| Pink Rose                                    | HEART          | Kiyommy+Seiya                            | JUDY           | No                   | Sí                        |
| Landmark                                     | NEWS           | NAKATEK                                  | BOY            | No                   | Sí                        |
| Quick Master                                 | J-TEKNO        | act deft                                 | SHOLLKEE       | No                   | Sí                        |
| Love Is Strong To The Sky                    | GIRLY          | SAORI                                    | RIE♥chan       | No                   | Sí                        |
| I'm on fire                                  | HEAVY METAL    | AD/DA                                    | Dami-yan       | No                   | Sí                        |
| すてきなタブーラ                             | MASARA         | TABAN KING                               | KARLI          | No                   | Sí                        |
| SPICY PIECE                                  | SPY            | ORIGINAL SOUND TRACKS                    | Secret D       | No                   | Sí                        |
| なんか変だ!                                  | POWER FOLK     | 新堂敦士                                 | Ash            | Sí                   | Sí                        |
| WE TWO ARE ONE                               | SUPER EURO     | Lala Moore                               | Elle           | Sí                   | Sí                        |
| Usual Days                                   | SYMPATHY       | EGOISTIC LEMONTEA                        | SUMIRE         | No                   | Sí                        |
| 出会う時・・・下関。                         | ROMANCE KAYOU  | 長門マチ                                 | TECHNO STARS   | No                   | Sí                        |
| Flapper                                      | STREET         | SASEBO BROTHERS                          | Jyun&Shingo    | No                   | Sí                        |
| BONANZA                                      | US HARD ROCK   | ミッキー・マサシ with サンダースクラッチ | SHARK          | No                   | Sí                        |
| 物語達～stories～                            | DRAMATIC       | miu∽myu                                  | Gyorgy&Eva     | No                   | Sí                        |
| Shake! -Game Ver.-                           | POWER FOLK 7   | 新堂敦士                                 | Ash            | No                   | Sí                        |

* Canción disponible únicamente en Free mode de pop'n music 6 CS.